# Zákon o protiprávnosti komunistického režimu a o odporu proti němu
Zákon o protiprávnosti komunistického režimu a o odporu proti němu (č. 198/1993 Sb.) je zákon, který odsuzuje komunistický režim v Československu.

## Charakteristika

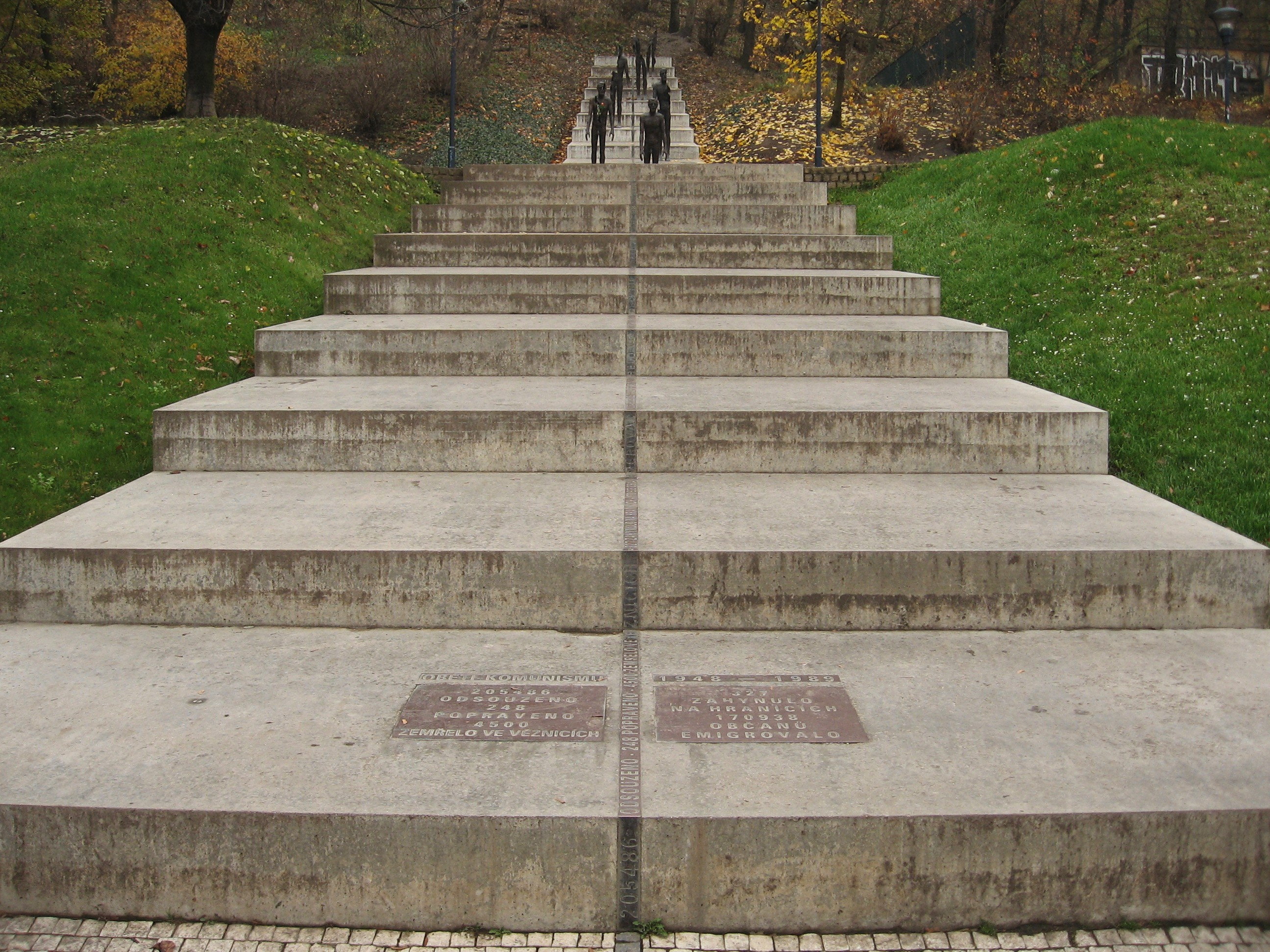
Pomník obětem komunismu v Praze na Újezdě

Velká část (především § 1) zákona má spíš deklaratorní (proklamativní) charakter. Nakolik mohou mít význam i proklamativní části, je především záležitost výkladu a soudní praxe. V zákoně se mimo jiné praví, že komunistický režim panující v Československu od 25. února 1948 do 17. listopadu 1989 byl zločinný, nelegitimní a zavrženíhodný (§ 2, odst. 1) a že KSČ byla (stejně jako podobné organizace založené na její ideologii) organizací zločinnou a zavrženíhodnou (§ 2, odst. 2).
Praktický význam mají zejména tyto části:
- § 3, který praví, že odpor občanů proti tomuto režimu byl legitimní, spravedlivý, morálně oprávněný a hodný úcty (i v případě odboje a spojení se s cizí mocností)
- § 5, podle kterého se do promlčecí lhůty trestných činů nepočítá období komunistického režimu, pokud režim bránil jejich prošetření.
- § 6, který soudu ukládá zrušit či zmírnit tresty nepodléhající rehabilitacím podle zákona č. 119/1990 Sb., o soudní rehabilitaci, ale pouze při splnění podmínky, že jednání odsouzeného směřovalo k ochraně základních lidských a občanských práv a svobod ne zjevně nepřiměřenými prostředky.

Z hlediska finančního lze za nejvýznamnější považovat § 8, který vládu ČR zmocňuje k napravení „některých křivd spáchaných na odpůrcích komunistického režimu a na osobách, které byly postiženy jeho perzekucemi, v oblasti sociální, zdravotní a finanční“. To vláda určila pomocí prováděcích předpisů (51/1994 Sb., 165/1997 Sb., 102/2002 Sb., 145/2004 Sb., 622/2004 Sb., 405/2005 Sb., 416/2004 Sb.). Těmito předpisy jsou stanoveny jednorázové či trvalé příplatky k důchodu, které mají finančně kompenzovat křivdy na takto postižených občanech.

## Napadení zákona u Ústavního soudu
Zákon byl ještě v roce 1993 u Ústavního soudu ČR napaden skupinou 41 poslanců Poslanecké sněmovny Parlamentu ČR z volební koalice Levý blok (kde drtivou většinu tvořili poslanci za KSČM). Ústavní soud jejich návrh 21. prosince 1993 zamítl.

## Související právo
- Zákon č. 480/1991 Sb. ze dne 13. listopadu 1991 o době nesvobody Dokument ve formátu pdf

- Nález č. 14/1994 Sb. Ústavního soudu České republiky Dokument ve formátu pdf

- Zákon č. 140/1996 Sb. ze dne 26. dubna 1996 o zpřístupnění svazků vzniklých činností bývalé Státní bezpečnosti Dokument ve formátu pdf

- Zákon č. 451/1991 Sb. ze dne 4. října 1991, kterým se stanoví některé další předpoklady pro výkon některých funkcí ve státních orgánech a organizacích České a Slovenské Federativní Republiky, České republiky a Slovenské republiky (tzv. lustrační zákon) Dokument ve formátu pdf

- Zákon č. 279/1992 Sb. České národní rady ze dne 28. dubna 1992 o některých dalších předpokladech pro výkon některých funkcí obsazovaných ustanovením nebo jmenováním příslušníků Policie České republiky a příslušníků Vězeňské služby Dokument ve formátu pdf

- Nařízení vlády č. 165/1997 Sb. ze dne 25. června 1997 o vyplacení jednorázové náhrady ke zmírnění některých křivd způsobených komunistickým režimem Dokument ve formátu pdf